# آژانس اجرایی
آژانس اجرایی (انگلیسی: Executive agency) بخشی از یک بخش دولتی است که از نظر مدیریتی و بودجه‌ای از آن مجزا است تا بخشی از وظایف اجرایی دولت را انجام دهد. سازمان‌های اجرایی دستگاه‌هایی از «ماشین‌های دولتی» هستند که هم از ادارات دولتی غیر وزارتی و هم از نهادهای عمومی غیر تشکیلاتی (یا «Quango») متمایز می‌شوند، که هر کدام از یک جدایی واقعی قانونی و قانون اساسی از کنترل وزیری برخوردارند. این مدل در چندین کشور اعمال شده‌است.
در بریتانیا این آژانس بخشی از وظایف اجرایی دولت بریتانیا، دولت اسکاتلند، دولت ولز یا مجری ایرلند شمالی را انجام دهد.
در ایالات متحده، دولت کلینتون این مدل را با تغییر نام به «سازمان‌های مبتنی بر عملکرد» وارد کرد.
در کانادا، آژانس‌های اجرایی به صورت محدود تحت نام «آژانس‌های عملیاتی ویژه» پذیرفته شدند. یکی از نمونه‌های آن دفتر ترجمه تحت خدمات عمومی و تدارکات کانادا است.
آژانس‌های اجرایی نیز در استرالیا، جامائیکا، ژاپن و تانزانیا تأسیس شدند.